# Jacques Thomas
Jacques Thomas, né le 13 avril 1922 à Antibes et mort le 27 octobre 1987 à Neuilly-sur-Seine, est un joueur de tennis français.

## Biographie
Jacques Lucien Félix Thomas est le fils de Charles Thomas, commerçant originaire de Marseille. Il exerce comme agent d'assurance à Paris.
Figure régulière des Internationaux de France de l'après-guerre, son principal fait d'arme est d'avoir atteint les huitièmes de finale en 1949, battu par Eric Sturgess.
Finaliste de la Coupe Pierre Gillou en 1948 contre Marcel Bernard, il remporte le tournoi l'année suivante après avoir vaincu Budge Patty et Jean Borotra. Il est aussi finaliste de la Coupe de Noël en 1951 et de la Coupe Pierre Gillou en 1952, à chaque fois contre Torben Ulrich.
Jacques Thomas compte trois sélections en équipe de France de Coupe Davis en 1949 et 1950.

## Parcours dans les tournois duGrand Chelem

### En simple
| Année | Open d'Australie | Open d'Australie | Internationaux de France | Internationaux de France | Wimbledon       | Wimbledon       | US Open | US Open |
| ----- | ---------------- | ---------------- | ------------------------ | ------------------------ | --------------- | --------------- | ------- | ------- |
| 1946  | —                | —                | 2e tour (1/32)           | Budge Patty              | 1er tour (1/64) | Budge Patty     | —       | —       |
| 1947  | —                | —                | 3e tour (1/16)           | Budge Patty              | —               | —               | —       | —       |
| 1948  | —                | —                | 3e tour (1/16)           | Budge Patty              | —               | —               | —       | —       |
| 1949  | —                | —                | 1/8 de finale            | Eric Sturgess            | 2e tour (1/32)  | Jaroslav Drobný | —       | —       |
| 1950  | —                | —                | 3e tour (1/16)           | Gianni Cucelli           | —               | —               | —       | —       |
| 1951  | —                | —                | 2e tour (1/32)           | Felicisimo Ampon         | —               | —               | —       | —       |
| 1952  | —                | —                | 2e tour (1/32)           | Kurt Nielsen             | —               | —               | —       | —       |
| 1953  | —                | —                | 1er tour (1/64)          | Michel Lemasson          | 1er tour (1/64) | Budge Patty     | —       | —       |
| 1954  | —                | —                | —                        | —                        | —               | —               | —       | —       |
| 1955  | —                | —                | 1er tour (1/64)          | G. Worthington           | —               | —               | —       | —       |

N.B. : à droite du résultat se trouve le nom de l'ultime adversaire.